# Saúde na Jordânia
A expectativa de vida na Jordânia era de 74 anos em 2017. 99% da população da Jordânia têm acesso a água potável e saneamento básico, apesar do país ser um dos mais pobres do mundo em recursos hídricos. Havia em 2004, 203 médicos por 100 mil pessoas, uma proporção que é comparável a muitos países desenvolvidos e também consideravelmente alta para um país que ainda está em desenvolvimento.
De acordo com estimativas de 2018, a taxa de prevalência do HIV na Jordânia, é praticamente 0%, porém o governo jordaniano tem aplicado nos últimos anos medidas impactantes para o combate da AIDS no país; tanto profissionais da área da saúde como hospitais, são obrigados a relatar o governo quando algum indivíduo registra o HIV. Os estrangeiros considerados seropositivos são sumariamente deportados, independentemente das consequências para a sua saúde e segurança e proibidos de regressar para sempre no país; para trabalhar no setor público, um teste que confirme que o indivíduo não é portador do HIV, também é necessário. De acordo com um relatório do Programa de Desenvolvimento das Nações Unidas, a Jordânia é considerada livre de malária desde 2001; os casos de tuberculose diminuíram pela metade durante a década de 1990, mas a tuberculose continua sendo um problema no país; o mesmo também teve um breve surto de gripe aviária em março de 2006. As doenças não transmissíveis, como o câncer, também são um grande problema de saúde na Jordânia. As taxas de imunização infantil aumentaram significativamente nos últimos 15 anos; em 2002, as imunizações, especialmente com vacinas, totalizaram mais de 95% das crianças menores de cinco anos.

## Assistência médica

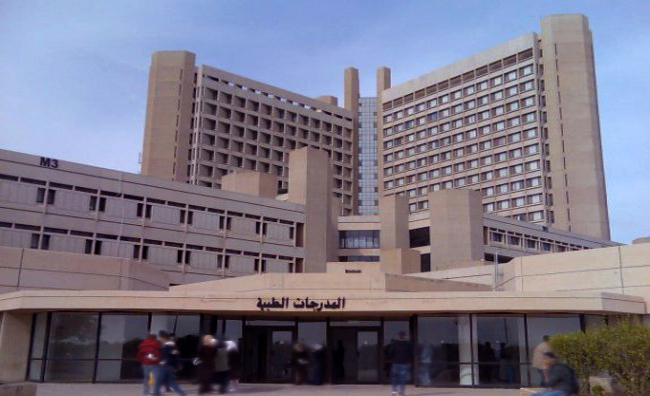
Hospital universitário da Universidade Jordaniana de Ciência e Tecnologia.

A Jordânia tem um sistema de saúde notavelmente avançado. Apesar de tudo isto, permanece o fato de que a qualidade de atendimento em vários hospitais públicos e clínicas em regiões mais isoladas do país e também em seu interior é lamentavelmente baixo e os serviços continuem altamente concentrados em sua capital, Amã. Os números do governo estimam os gastos totais com saúde em 2002 em cerca de 7,5% do produto interno bruto, enquanto as organizações internacionais de saúde colocam esse número ainda mais alto, em aproximadamente 9,3% do PIB. A Jordânia foi classificada pelo Banco Mundial como o fornecedor número um de turismo médico na região árabe e entre os 5 melhores do mundo, além de ser o principal destino de turismo médico no Oriente Médio e Norte da África.
O sistema de saúde do país é dividido igualmente tanto entre inciativas privados como públicas. No setor público, o Ministério da Saúde jordaniano opera 1.245 centros de atenção primária e 27 hospitais, respondendo por 37% de todos os leitos hospitalares do país; o Royal Medical Services administra 11 hospitais, fornecendo 24% de todos os leitos; e o Jordan University Hospital responde por 3% do total de leitos no país. Em resumo, o setor privado fornece 36% de todos os leitos hospitalares, distribuídos em 56 hospitais.

## Prontuário eletrônico de saúde
Em 2009, o governo jordaniano tomou uma decisão estratégica para enfrentar o custo e a baixa qualidade em seu sistema de saúde, investindo em uma infraestrutura nacional de um prontuário eletrônico de saúde eficaz. Após um período de consulta e de investigações detalhadas, o governo do país adotou o sistema prontuário eletrônico de saúde VistA EHR, usando na Administração de Saúde dos Veteranos dos Estados Unidos. Segundo o governo da Jordânia, ele era um sistema empresarial comprovado em escala nacional, capaz de se expandir para centenas de hospitais e milhões de pacientes. Em 2010, três dos maiores hospitais do país entraram em operação com o VistA EHR. Prevê-se que todas as novas implantações hospitalares com base nesta versão 'premium' exigirão menos de 20% de esforço e dos custos originais, permitindo uma rápida cobertura nacional. A implementação do VistA EHR foi estimada em 75% menos custo do que era previamente gasto; o mesmo está diretamente relacionado à redução de custos de configuração, customização, implementação e suporte. Quando concluído, crê-se que a Jordânia será o país do mundo com uma rede nacional única e abrangente de prestação de serviços de saúde eletrônicos para cuidar de toda a população do país em uma única rede eletrônica de mais de 850 hospitais e clínicas.

Cerca de 70% dos jordanianos tinham seguro médico em 2007; o governo jordaniano planejava atingir 100% em 2011. No entanto, em 2017, o Conselho Nacional de Saúde informou que a cobertura do seguro de saúde ainda estava estacada em 70%.
O King Hussein Cancer Center é o único centro especializado em tratamento de câncer no Oriente Médio. É uma das melhores instituições de tratamento de câncer no mundo, atraindo pacientes de todo lugar, até mesmo do ocidente.

## Turismo médico
Em 2008, cerca de 250 mil pacientes buscaram tratamento médico na Jordânia; entre esses pacientes, estavam incluídos iraquianos, palestinos, sudaneses, sírios, cidadãos do Conselho de Cooperação do Golfo, estadunidenses, canadianos e egípcios. A Jordânia gerou cerca de US$1 bilhão por conta do turismo médico apenas em 2008.
A Jordânia é um destino emergente para o turismo médico; a receita gerada a partir de 2007 por conta do setor, superou pela primeira vez US$1 bilhão. Os custos no país pode ser classificados muito baixos; quase 25% a menos do que nos Estados Unidos.